# شهرستان جینگ (آن‌هوئی)
شهرستان جینگ (به انگلیسی: Jing County) یک شهرستان در چین است که در شوانچنگ واقع شده‌است.